# Pseudeuchromia adaucta
Pseudeuchromia adaucta är en fjärilsart som beskrevs av W. Warren 1897. Pseudeuchromia adaucta ingår i släktet Pseudeuchromia och familjen mätare. Inga underarter finns listade i Catalogue of Life.